# The Invisible Enemy
The Invisible Enemy (L'ennemi invisible) est le quatre-vingt-treizième épisode de la première série de la série télévisée britannique de science-fiction Doctor Who. Originellement diffusé en quatre parties du 1er au 22 octobre 1977, il marque la première apparition dans la série du chien-robot K-9.

## Accroche
Un parasite infecte le Docteur alors qu'il voyage dans le TARDIS. Celui-ci se retrouve sur Titan, en compagnie d'autres personnes infectées qui cherchent à faire revivre de mystérieux cocons. Alors que le Docteur se place en hibernation pour stopper la progression, Leela rencontre un médecin qui pourrait l'aider, le professeur Marius et son chien, K-9.

## Distribution
- Tom Baker — Le Docteur
- Louise Jameson — Leela
- John Leeson —  Voix de K-9
- Michael Sheard — Lowe
- Brian Grellis — Safran
- Jay Neill — Silvey
- Edmund Pegge — Meeker
- Anthony Rowlands — Crewman
- Frederick Jaeger — Le Professeur Marius
- John Leeson — La Voix de Nucleus
- Roy Herrick — Parsons
- Elizabeth Norman, Nell Curran — Infirmières
- Jim McManus — L'ophthalmologiste
- Roderick Smith — Cruikshank
- Kenneth Waller — Hedges
- Pat Gorman — Un Medecin
- John Scott Martin — Nucleus

## Résumé
Le TARDIS voyage dans l'espace dans les environs du 52e siècle, lorsque la race humaine se prépare à coloniser l'espace à une vitesse assez rapide. L'épisode montre des humains en train de voyager vers une planète distante avec leur vaisseau en mode automatique, avant que l'ordinateur puis l'équipage ne se retrouve possédé par un étrange virus. Ils atteignent leur destination, un satellite tournant autour de Titan et commencent à en faire leur Q.G. Le chef de la station, Lowe, envoi alors un message de détresse. Le TARDIS, passant dans les environs est infecté par le virus et celui-ci passe à l'intérieur du Docteur. Il tente de passer dans Leela mais cela ne l'affecte pas. Ayant entendu le message de détresse, ils décident d'enquêter sur Titan, lorsque le virus commence à devenir actif et à faire agir le Docteur contre sa volonté. Ayant pris conscience de la puissance que peut-être un seigneur du temps en tant qu'hôte, il décide de faire du Docteur le noyau de leur colonie.
Après avoir tenté de combattre les humains infectés, le Docteur tente de combattre le virus qui lui ordonne de tuer Leela. Il décide de se mettre dans un état de stase proche du coma, tandis que Leela et Lowe, maintenant infecté par le virus, rejoignent un centre médical en orbite. Là bas, le Docteur rencontre le Professeur Marius, et son ordinateur robot, K-9, qu'il s'est construit afin de remplacer le chien qu'il a laissé sur terre. Marius tente de traiter le Docteur pendant que Lowe infecte peu à peu le personnel de l'hôpital. Le Docteur décide d'une étrange stratégie : demander à Marius de créer des clones du Docteur et de leela, les réduire et se les injecter afin qu'ils combattent le virus depuis l'intérieur de son corps.
Pendant que les deux clones s'aventurent dans le corps du Docteur, Leela et K-9 combattent les médecins infectés de l'hôpital. À l'intérieur du corps du Docteur, les clones du Docteur et de Leela réussissent à atteindre le noyau et tente de le tuer. Infecté, le professeur Marius les fait tout trois sortir du corps du Docteur par le canal lacrymal et réussit à faire grandir le noyau pour lui faire atteindre une taille humaine. Accompagné d'autres humains infectés, il part sur Titan.
Le Docteur réussit à être libéré de son infection grâce au sang du clone de Leela et injecte la solution au Docteur Marius. Il commence à développer un anti-virus à grande échelle pendant que le Docteur, Leela et K-9 arrivent dans la base de Titan avec le TARDIS. Ils combattent les humains infectés et réussissent à enfermer le noyau. Utilisant le méthane de Titan, ils font exploser la base. Devant repartir sur Terre, le professeur Marius offre K-9 à l'équipage du TARDIS à la grande joie de Leela.

### Continuité
- La console secondaire utilisée depuis « The Masque of Mandragora » est abandonnée dans cet épisode pour revenir à la salle des commandes principale.
- C'est la première apparition du chien-robot K-9 ( Mark 1 ), qui restera le robot le plus populaire de Doctor Who.

## Production
Cet épisode amorce un changement de ton dans la nature de la série. En effet, il avait été demandé au nouveau producteur, Graham Williams de faire de Doctor Who une série plus légère. De plus, celui-ci trouvait le personnage du Docteur beaucoup trop imprévisible et anarchique et voulait en faire quelqu'un de plus responsable. Selon lui, les saisons manquaient d'enjeux et d'unité dans les buts poursuivis par le Docteur. Il fut question, un temps de faire revenir U.N.I.T. mais cette idée fut refusée par le chef du département des fictions de la BBC, Bill Slater. L'idée de faire un arc narratif s'étalant sur une saison sera amorcé dans la saison 16.

### Écriture
L'épisode fut conçu par les scénaristes Bob Baker et Dave Martin comme un épisode plus "classique" de la série. C'est en lisant un article sur la mutation des virus qu'ils se dirent qu'un virus adaptatif et intelligent pourrait faire un bon ennemi, et s'inspirèrent du film de 1966, Le Voyage fantastique dans lequel des scientifiques sont miniaturisés et injectés dans un corps humain. S'amusant avec la distorsion des mots par les hommes du futur (certaines pancartes ont par exemple inscrit  "IMURJINSEE EGSIT" pour "emergency exit") et réutilise une phrase récurrente, après "Eldrad must live" dans « The Hand of Fear » la phrase "Contact has been made" ("Le contact a été pris") est utilisé de façon récurrente. À l'origine, les infectés devaient tous se changer en monstres semblables au noyau.
L'idée du chien robot leur est venu de Dave Martin, don le chien était mort récemment, sans penser qu'il pourrait devenir un personnage récurrent. À l'origine, K-9 devait s'appeler FIDO pour “Phenomenological Indication Data Observation unit” ("Unité de Donnée d'indication de l'Observation des Phénomènes") puis Pluto ("Pluton") mais tous craignirent de potentiels problèmes avec la société Disney, avant que le jeu de mots K-9 (dérivé de « canine » le terme anglais pour « Canin ») leur apparaisse évident. Williams se dit que le chien robot serait une bonne idée pour ramener le jeune public vers Doctor Who et choisit d'en faire un compagnon régulier. L'épisode connu des titres de travail comme “The Invader Within” ("l'envahisseur intérieur") et “The Enemy Within” ("l'ennemi intérieur.")

### Pré-production
De considérables efforts furent fait pour donner un design sympathique à K-9. Les deux designers de la série, Ian Scoones et Tony Harding envisagèrent un temps en faire une machine assez large qu'un petit acteur pourrait actionner. L'idée fut écarté au profit d'un robot plus petit et télécommandé.

### Casting
- L'acteur retenu pour jouer la voix de K-9 fut John Leeson, un acteur de théâtre qui était apparu dans des séries comme Dad's Army et Rainbow. Il fut aussi engagé pour faire la voix du noyau.
- C'est la femme du réalisateur Derrick Goodwin qui joue le rôle de l'infirmière du Professeur Marius.
- C'est la quatrième fois que Michael Sheard (Lowe) apparaît dans la série : il jouait le rôle de Laurence Scarman dans « Pyramids of Mars » (1975) et reviendra dans deux autres épisodes.
- Brian Grellis avait joué le rôle de Sheprah dans « Revenge of the Cybermen » (1975) et réapparaîtra dans le rôle de l'homme au mégaphone dans « Snakedance. » (1983)
- Frederick Jaeger (Marius) jouait le rôle de Jano dans « The Savages » (1966) et du professeur Sorenson dans « Planet of Evil » (1975.)

### Tournage
Le réalisateur engagé pour cet épisode fut Derrick Goodwin, principalement connu à l'époque pour avoir dirigé des sitcoms comme On The Buses, Thick As Thieves et travaillé sur la série Z-Cars. Il s'agit du seul épisode qu'il tournera pour la série.
Le tournage débuta le 22 mars 1977 par l'enregistrement d'effets expérimentaux au studio 6 du Centre télévisuel de la BBC. Les plans de maquettes furent tournés du 28 mars au 1er avril 1977 aux Studios Bray. Ce fut à l'époque, l'un des épisodes ayant demandé le plus de travail à ce niveau là. Un des cratères de la surface de Titan fut d'ailleurs réutilisé d'un épisode de Cosmos 1999.
Le tournage en studio débuta du 10 au 12 avril au studio 6. La BBC n'ayant pas le budget pour employer à plein temps l'opérateur de radio-commande Nigel Brackley, John Leeson joua le rôle de K-9 et se mit à sa place durant les répétitions. L'enregistrement des scènes ayant lieu dans la station et les bureaux furent tournées les 10 et 11 et celles se déroulant dans le corps du Docteur le 12 avril.
La deuxième session de studio eut lieu du 24 au 26 avril et se concentra sur les scènes dans le TARDIS. La console secondaire du Docteur ayant été endommagée lors de son rangement, il fut décidé de revenir à la salle principale, dont le côté futuriste concordait avec les idées de Williams concernant la série. Les scènes ayant lieu dans l'hôpital furent tournées lors de cette session. Des problèmes eurent lieu lorsqu'il fut découvert que les ondes envoyé à K-9 par la télécommande interféraient avec la caméra causant des distorsions à l'image. Tom Baker fut d'ailleurs frustré par K-9, dont la petite taille le forçait à se baisser couramment et il lui arrivait de donner des coups de pied dans le robot. Toutefois, lui et Leeson développèrent une forte camaraderie et malgré les problèmes en studio, le chien robot fut retenu par la production et son rôle fut révélé à la presse le 10 juin.

## Diffusion et réception
| Épisode                                                                                                  | Date de diffusion | Durée | Téléspectateurs en millions | Archives            |
| --- | ----------------- | ----- | --------------------------- | ------------------- |
| Épisode 1                                                                                                | 1er octobre 1977  | 23:09 | 8,6                         | Bandes couleurs PAL |
| Épisode 2                                                                                                | 8 octobre 1977    | 25:13 | 7,3                         | Bandes couleurs PAL |
| Épisode 3                                                                                                | 15 octobre 1977   | 23:28 | 7,5                         | Bandes couleurs PAL |
| Épisode 4                                                                                                | 22 octobre 1977   | 21:22 | 8,3                         | Bandes couleurs PAL |
| Diffusé en quatre parties du 1er au 22 octobre 1977, l'épisode fit un score d'audience relativement bon. |                   |       |                             |                     |

L'épisode fut descendu par Stanley Reynolds (en) du Times peu de temps après la diffusion de la deuxième partie et pointe le fait que la série semble perdre de l'audience face à la série L'Homme de l'Atlantide.
« "Dans l'histoire en cours, The Invisible Enemy, un épisode sur quatre semaines qui en est à son milieu, un virus maléfique a envahi une station spatiale" écrit Reynolds." "Une force diabolique tente de prendre possession de la station et sans doute de l'univers. Lorsque quelqu'un est "pris" une sorte d'éclair électrique passe des yeux des uns aux autres comme dans une publicité vous ventant les mérites de l'hypnotisme. Ensuite, il commence à leur pousser des plumes et des poils sur le visage et les mains. L'intérêt de Doctor Who a toujours été les monstres, et ces temps-ci, la BBC semble avoir oublié son savoir faire sur les monstres... Peut-être que la jolie Leela est là pour papa et les personnes de plus de 14 ans et ressemble bien plus aux filles que l'on voit danser en arrière-plan chaque semaine dans Top of the Pops. Bien sûr ce qu'il faudrait à Dr Who est un retour des Daleks, et le besoin de filles à la Top of the Pops ne devrait même pas être là." »

### Critiques
Avec le temps les critiques contre cet épisode restent vivaces.
En 1995 dans le livre "Doctor Who: The Discontinuity Guide", Paul Cornell, Martin Day, et Keith Topping qualifient cet épisode d'"ambitieux projet qui a finalement l'air d'une énorme idiotie dû aux contraintes budgetaires et à un scénario effronté. K-9 fait toutefois un début intéressé mais dans l'ensemble The Invisible Enemy à de très bonnes idées mal réalisées." Les auteurs de "Doctor Who : The Television Companion" (1998) trouvent cette histoire comme l'une des "plus faibles" du 4e Docteur, qui consiste principalement à "une aventure d'action clichée et peu exigeante." Ils remarquent aussi les effets spéciaux ratés.
En 2010, Mark Braxton de Radio Times est moins rigoureux, même s'il sent qu'il y a une "juxtaposition précaire" entre les bons et les mauvais effets spéciaux et critique l'incompétence des scènes d'action. John Sinnott du site DVD Talk déteste la facilité dont K-9 sauve toujours la situation et trouve l'idée de base trop similaire et moins bien réalisée que Le Voyage fantastique. Il salue toutefois les effets spéciaux de l'intérieur de la tête du Docteur mais critique le reste des accessoires.

## Novélisation
L'épisode fut romancé sous le titre Doctor Who and the Invisible Enemy par Terrance Dicks et publié en mars 1979. Il porte le numéro 36 de la collection Doctor Who des éditions Target Book. Ce roman ne connut pas de traduction à ce jour.

## Éditions commerciales
L'épisode n'a jamais été édité en français, mais a connu plusieurs éditions au Royaume-Uni et dans les pays anglophones.
- L'épisode est sorti en VHS en septembre 2002.
- Il eut droit à une sortie en DVD le 16 juin 2008 en Angleterre dans un coffret contenant l'épisode pilote de K-9 and Company. L'édition contient les commentaires audios de Louise Jameson, John Leeson, Bob Baker et Matt Irvine, un documentaire sur la création de l'épisode, des extraits d'époque et d'autres bonus. Le DVD connu une édition à part entière de le cadre des "Doctor Who DVD Files" n°133 le 5 février 2014.